# 圣博诺 (涅夫勒省)
圣博诺（法語：Saint-Bonnot，法語發音：[sɛ̃ bɔno]）是法国涅夫勒省的一个市镇，属于卢瓦尔河畔科讷库尔区。

## 地理
圣博诺（47°14'37"N, 3°18'51"E）面积16.14 平方千米，位于法国勃艮第-弗朗什-孔泰大區涅夫勒省，该省份为法国中部省份，北至约讷省，西北接卢瓦雷省，西接谢尔省，南至阿列省，东南接索恩-卢瓦尔省，东临科多尔省。
与圣博诺接壤的市镇（或旧市镇、城区）包括：尚普勒米、阿尔藏布伊、涅夫勒河畔栋皮埃尔、日里。

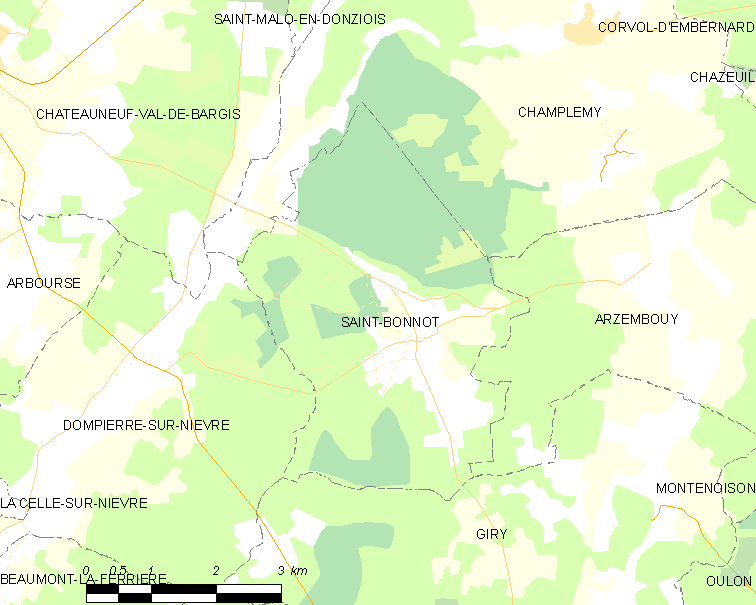
的OSM定位图

圣博诺的时区为UTC+01:00、UTC+02:00（夏令时）。

## 行政
圣博诺的邮政编码为58700，INSEE市镇编码为58234。

## 政治
圣博诺所属的省级选区为卢瓦尔河畔拉沙里泰县。

## 人口

1962-2008年间人口变化图示

圣博诺于2022年1月1日时的人口数量为149人。